# El ball dels bombers
El ball dels bombers (títol origina en txec: Hoří, má panenko) és una comèdia txecoslovaca del director de cinema Miloš Forman de l'any 1967. La pel·lícula és històricament important en ser un dels títols essencials de l'anomenada Nova Ona Txecoslovaca. A més, El ball dels bombers va marcar un punt d'inflexió en la carrera artística de l'aclamat director txec, en ser el darrer film que Forman va rodar al seu país natal. Els tancs soviètics que van envair Praga el 1968 van sorprendre Forman a París, on estava negociant la producció del seu primer film americà. Tot seguit Forman es mudaria definitivament a New York.

## Argument[2]
La pel·lícula descriu la festa que el cos de bombers d'un petit poble organitza en homenatge al seu ex-cap, qui celebra el seu 86è aniversari. La festa, a poc a poc, va degenerant fins a descontrolar-se totalment.
La història comença amb els bombers reunits, que discuteixen sobre la conveniència o no d'explicar-li la veritat al seu ex-cap, qui encara no sap que pateix un càncer. Al llarg de la discussió els bombers es passen el regal d'aniversari que han comprat pel seu ex-cap: un trofeu en forma de petita destral.
El mateix vespre abans de la festa, espontàniament, el grup de bombers decideix incloure un concurs de bellesa en la festa d'homenatge. La guanyadora, serà l'encarregada d'entregar el regal d'aniversari a l'ex-cap de bombers. Ja començada la festa, els bombers es posen a buscar per la sala de ball candidates pel concurs. Això no obstant, no aconsegueixen trobar a joves que donin la talla, al no posar-se d'acord entre ells.
Paral·lelament, van desapareixent els premis d'un sorteig que hi ha previst fer durant la festa. Especialment els queviures són els béns més preuats i el veterà Josef, un complidor i honest bomber, no pot evitar que la taula on estan disposats els premis vagi quedant progressivament buida. Fins i tot la seva esposa participa del saqueig. Sota la taula, mentrestant, una jove parella fa manetes.
El moment àlgid de la nit està al caure: cal que Miss cos de bombers sigui escollida per tal d'entregar el present d'aniversari a l'ex-cap de bombers. Això no obstant, les candidates es neguen de cop a fer el ridícul tot sent mostrades al públic com un mer objecte d'aparador i es tanquen al lavabo per tal d'evitar la humiliació. Amb la intenció de salvar el concurs els bombers forcen a altres joves a pujar a l'escenari.
Enmig d'aquest rebombori sona de cop l'alarma d'incendis. Una casa s'està cremant. El cotxe de bombers, això no obstant, es queda encallat a la neu i no permet als bombers d'apagar el foc. Per tal de consolar al propietari de la casa, totalment carbonitzada, els bombers decideixen fer una recol·lecta de tots els tiquets del sorteig i donar-los al pobre propietari. Això no obstant, el problema és que enmig de la confusió causada per l'incendi resulta que han acabat de desaparèixer tots els premis previstos pel sorteig.
El grup de bombers decideix reunir-se urgentment per tal de prendre alguna mesura que encara pugui salvar la vetllada. La seva decisió consisteix a apagar els llums de la sala per tal que de manera anònima la gent pugui retornar els premis. La mesura, això no obstant, resulta ser un gran fracàs i només el veterà bomber Josep decideix retornar una peça robada en el precís instant en què les llums s'encenen i l'enganxen in fraganti, tot quedant en evidència davant de tot el públic de la sala. L'honestedat dels bombers ha quedat ferida i urgentment decideixen reunir-se a porta tancada per avaluar la situació. Quan retornen, la sala de ball resta completament buida. Només el desconcertat ex-cap de bombers, a qui ja ningú recordava, encara espera tot assegut a una cadira. El comitè de festa, amb presses i cara de circumstància, li entrega la capsa folrada que conté la petita destral. Això no obstant, quan l'ex-cap obre la capsa resulta que la petita destral també ha desaparegut.

## Repartiment
- Jan Vostrcil: cap del comitè de bombers
- Josef Kolb: Josef
- Jan Stöckl: ex-comandant de la brigada de bombers
- Stanislav Holubec: Karel
- Josef Kutálek: Ludva
- Josef Svet: vell propietari de la casa incendiada
- Frantisek Debelka: primer membre del comitè
- Josef Sebánek: segon membre del comitè
- Milada Jezková: esposa de Josef

## Rerefons
Després de l'èxit de 1965 amb Els amors d'una rossa (en txec: Lásky jedné plavovlásky), Miloš Forman i els seus guionistes Ivan Passer i Jaroslav Papoušek es van recloure a la ciutat nord-bohèmica de Vrchalbí per tal per de concentrar-se amb la realització del seu nou projecte. Una nit van anar al ball dels bombers locals. Més tard Forman comentaria que "el que vam veure era un malson tal que no vam poder parar de parlar-ne". Va ser aquesta experiència la que inspiraria la pel·lícula El ball dels bombers.
El film va comptar amb un pressupost molt modest. Alguns actors eren bombers de veritat i tot el càsting va estar formar per actors no professionals.
L'estrena va tenir lloc el 15 de desembre de 1967 malgrat que el govern txecoslovac liderat per Dubček va considerar que es tractava d'una sàtira i al·legoria política sobre el règim socialista. Això no obstant, amb l'aniquilació de la Primavera de Praga i el subseqüent canvi de govern la pel·lícula va ser retirada dels cinemes només tres setmanes després de l'estrena i va ser catalogada pel nou règim de "prohibida per sempre". Vistos els esdeveniments, el productor italià Carlo Ponti va decidir retirar el finançament del film, fet que va deixar a Forman en una situació econòmica molt delicada, però va tenir la sort que a París el director de cine François Truffaut, amic de Forman, va comprar els drets de la pel·lícula. Va ser així com la invasió soviètica que va posar fi a la Primavera de Praga va sorprendre a Forman encara a París. Poc temps després, la pel·lícula es va passar al Festival de Cinema de New York i va adquirir una popularitat internacional.
El ball dels bombers va ser el primer film en color de Forman i el darrer en ser rodat al seu país natal. La pel·lícula és considerada com una de les peces més significatives de la Nova Ona Txecoslovaca, un moviment que va comptar amb d'altres reconeguts directors com Jiří Menzel i Věra Chytilová.

## Premis
El ball dels bombers va participar en l'edició dels Oscars de 1969, amb una nominació a la millor pel·lícula de parla no anglesa.